# Cyclosa ginnaga
Espèce
Cyclosa ginnaga est une espèce d'araignées aranéomorphes de la famille des Araneidae.

## Distribution
Cette espèce se rencontre au Japon, à Taïwan, en Corée du Sud, en Chine et en Russie en Sibérie.

## Description

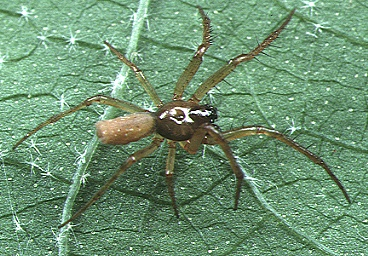
Cyclosa ginnaga ♂

La femelle holotype mesure 7,6 mm.
Les mâles mesurent de 2,97 à 4,75 mm et les femelles de 5,00 à 10,25 mm.

## Toile

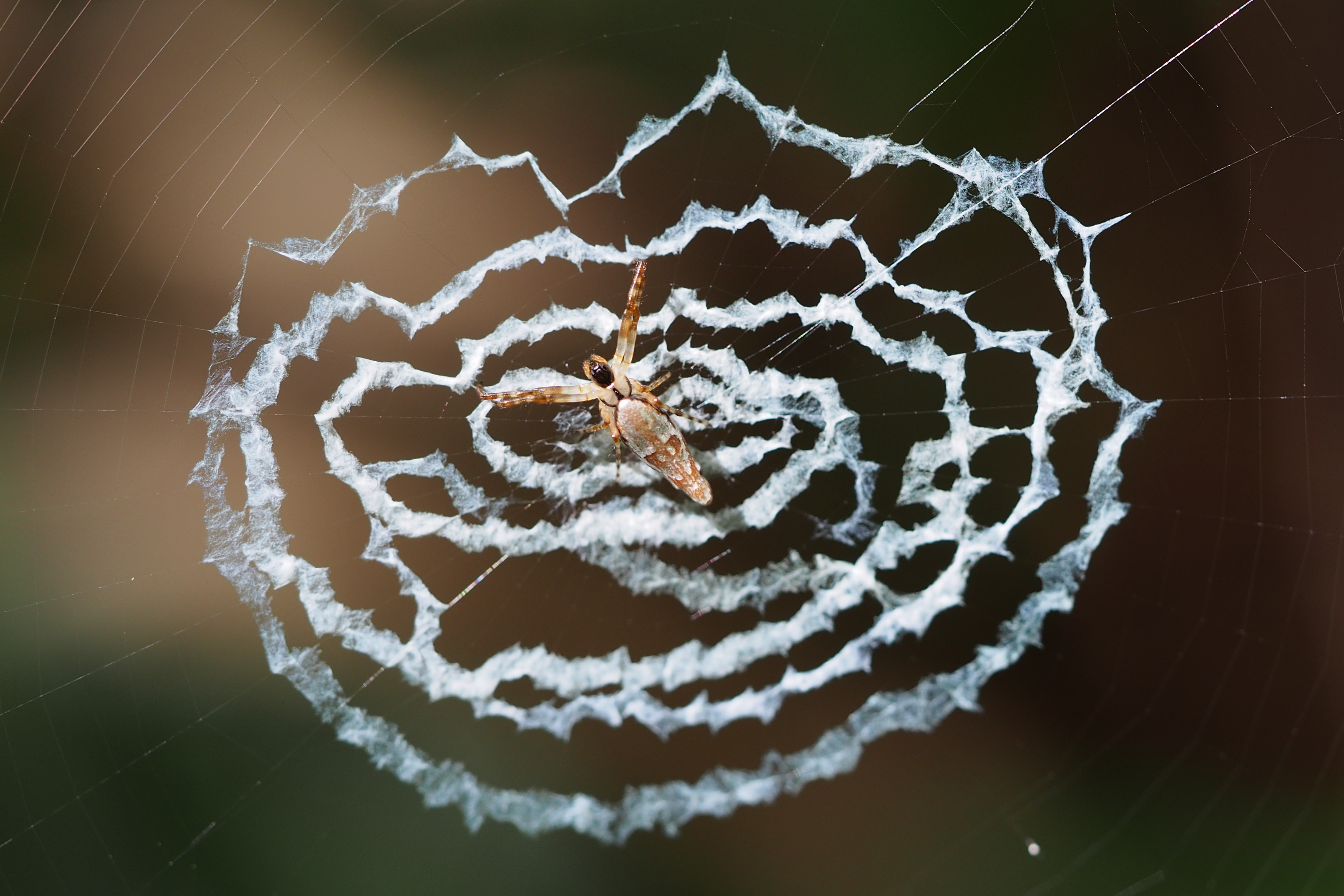
Cyclosa ginnaga et sa toile

Ces araignées tissent des disques blancs de soie au centre de leur toile. Elles affichent leurs abdomens argentés et leurs pattes couvertes de taches noires donnant l'apparence de la fiente d'oiseaux. Ce serait un avantage évolutif qui lui permettrait de limiter les attaques de guêpes prédatrices, la probabilité des attaques étant plus grande lorsque ces attributs sont expérimentalement noircis.

## Systématique et taxinomie
Cette espèce a été décrite par Yaginuma en 1959.

## Publication originale
- Yaginuma, 1959 : « Three new spiders collected by the scientific expeditions of the Osaka Museum of Natural History (Tetragnatha, Cyclosa & Titanoeca). » Bulletin of the Osaka Museum of Natural History, no 11, p. 11-14.